# Klaus Bittner
Klaus Bittner (n. 23 octombrie 1938, Görlitz, Saxonia, Germania Nazistă) este un canotor german, medaliat olimpic. A participat la două ediții ale Jocurilor Olimpice (1960, 1964) în care a câștigat o medalie de aur și o medalie de argint.